# Maria Guarnieri
Maria Guarnieri (ur. 20 grudnia 1972 r.) – amerykańska narciarka, specjalistka narciarstwa dowolnego. Zajęła 6. miejsce w balecie narciarskim na mistrzostwach świata w La Clusaz. Nigdy nie startowała na igrzyskach olimpijskich. Najlepsze wyniki w Pucharze Świata osiągnęła w sezonie 1995/1996, kiedy to zajęła 20. miejsce w klasyfikacji generalnej, a w klasyfikacji baletu była ósma.
W 1999 r. zakończyła karierę.

## Sukcesy

### Mistrzostwa Świata
| Miejsce | Dzień     | Rok  | Miejscowość | Konkurencja      | Zwycięzca       |
| ------- | --------- | ---- | ----------- | ---------------- | --------------- |
| 6.      | 17 lutego | 1995 | La Clusaz   | Balet narciarski | Jelena Batałowa |

### Puchar Świata

#### Miejsca w klasyfikacji generalnej
- 1991/1992 – 67.
- 1992/1993 – 77.
- 1993/1994 – 57.
- 1994/1995 – 30.
- 1995/1996 – 20.
- 1996/1997 – 75.
- 1997/1998 – 34.
- 1998/1999 – -

#### Miejsca na podium
1. Altenmarkt – 9 lutego 1995 (Balet) – 2. miejsce